# Brunch (How I Met Your Mother)
Brunch är det tredje avsnittet av andra säsongen av TV-serien How I Met Your Mother. Det hade premiär på CBS den 2 oktober 2006.

## Sammandrag
Teds föräldrar är på besök och Ted får reda på att de varit skilda under en lång tid men varit för konflikträdda för att säga något. Marshall och Lily har svårt att hålla sig ifrån varandra.

## Handling
När Teds föräldrar kommer till New York kulminerar besöket under en brunch där alla verkar vara arga på varandra. Teds mor Virginia råkar stöta till en servitris som tappar en bricka. Framtida Ted förklarar därför vad som hänt fram till brunchen.
Enligt Ted har hans föräldrar aldrig pratat om otrevliga saker. 
Teds mamma bjuder med Lily på middag, så hon frågar Marshall om han skulle vara obekväm med att hon kom. Marshall råkar säga att de numera är som bror och syster, vilket gör Lily så upprörd att hon klär sig i en utmanande klänning. På så sätt riktas Marshalls hela  uppmärksamhet till hennes bröst. Marshall hämnas genom att blotta sina vader, eftersom han vet att Lily tycker att de är sexiga. De har sex på restaurangens toalett och grälar under brunchen om vem som försöke förföra vem.
Under tiden är Barney ivrig att träffa Teds föräldrar för första gången. När Robin säger att inga föräldrar vill ha en person som Barney som vän till deras barn börjar Barney bete sig överdrivet trevligt mot föräldrarna. Både Teds mor och far (Alfred) blir imponerade av Barney. Alfred hjälper till och med Barney att ragga tjejer. Men när Alfred hånglar med en servitris blir Barney arg och berättar för Ted. Vid brunchen är både Ted och Barney arga på Teds far.
Robin ska också träffa föräldrarna för första gången. Hon tror dock att Virginia inte gillar henne, eftersom hon är positiv till att Robin inte har planer på att gifta sig med Ted. Virginia visar sig ha en annan anledning och berättar en hemlighet för Robin. Vid brunchen vill Robin att Virginia berättar hemligheten för Ted, men då råkar Teds mor stöta till servitrisen.
När Teds far kallar servitrisen "sötnos" får Ted nog och konfronterar honom. Han blir förvånad över att hans mor knappt reagerar på uppgiften att hennes man kysst en servitris. Föräldrarna tvingas då berätta sin hemlighet för Ted: De har varit skilda sedan tio månader tillbaka. 
Ted är förstummad, men Robin är glad över att Teds föräldrar faktiskt gillar henne. Ted förlåter sina föräldrar för att de inte tidigare hade berättat för honom.

## Kulturella referenser
- Vid middagen spelar Barney Pianosonat nr 23 (Appassionata, tredje satsen) av Ludwig van Beethoven.
- När Marshall och Lily bråkar om hur de har delat upp sina CD-skivor kräver Lily The Beatles Anthology. Marshall säger att U2-boxen han gav henne är full av Dave Matthews-skivor.
- Ted frågar sin far om han tror att "Cerrano" har chans att vinna en "RBI"-titel. Det refererar till filmen Värsta gänget, som handlar om Teds favoritlag Cleveland Indians, där en av spelarna heter Pedro Cerrano.
- Robin berättar för Teds mor att hon hade en farbror med perfekt syn som en gång befann sig i ett klocktorn. Det är en referens till Charles Whitman, som sköt ihjäl 17 personer från ett torn i Austin, Texas, 1966.